# واکنشگر گرینیارد

اتیل منیزیم برمید

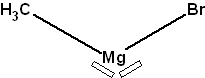
متیل منیزیم برمید

واکنشگر گرینیارد (به فرانسوی: Grignard) یکی از معروف‌ترین اعضای طبقهٔ گسترده‌ای از اجسام، موسوم به ترکیبات آلی فلزی است. واکنشگر گرینیارد دارای فرمول عمومی RMgX و نام عمومی آلکیل منیزیم هالید است.
این واکنشگر به افتخار مخترع فرانسوی آن ویکتور گرینیارد نامیده شده‌است.
ترکیبات آلی فلزی بسیار در شیمی آلی حائز اهمیت می‌باشند زیرا در این ترکیبات کربن نوکلئوفیل(هسته دوست) داریم که قابلیت حمله به الکترون‌دوست را داراست در نتیجه میتوانیم با استفاده از ترکیبات آلی فلزی پیوند کربن - کربن ایجاد کنیم که در شیمی آلی بسیار دارای اهمیت می‌باشد. از معرف گرینیارد میتوانیم به عنوان باز نیز در واکنش‌های شیمیایی استفاده نماییم .

## تولید واکنشگر گرینیارد
وقتی محلولی از یک آلکیل هالید در اتیل اتر خشک را بر روی براده‌های فلز منیزیم می‌ریزیم، واکنش شدیدی رخ می‌دهد. محلول کدر می‌شود، شروع به جوشیدن می‌کند و فلز منیزیم به تدریج نا پدید می‌شود.محلول حاصل را، به افتخار ویکتور گرینیارد (از دانشگاه لیون) که بخاطر این کشف، جایزه نوبل سال ۱۹۱۲ را دریافت کرد، واکنشگر گرینیارد می‌نامند. این واکنشگر یکی از سودمندترین و تنوع پذیرترین واکنش‌های شناخته شده در شیمی آلی است.
واکنشگر گرینیارد معمولاً از طریق واکنش یک اورگانوهالوژن و فلز منیزیم تهیه می‌شود.از آنجایی که واکنشگرها با بخار آب و اکسیژن هوا به شدت واکنش می دهند، واکنش باید در گاز نیتروژن انجام شود.اورگانوهالوژن‌ها در واکنش با فلز منیزیم رفتارهای متفاوتی از خود نشان می دهند.برای مثال آلکیل یدید به سرعت با منیزیم واکنش می‌دهد، در حالی که بیشتر آریل کلریدها (در صورت واکنش دادن) بسیار آرام واکنش می دهند.
مکانیسم واکنش یک آلکیل هالید با فلز منیزیم:
R−X + Mg → R−X•− + Mg•+
R−X•− → R• + X−
X− + Mg•+ → XMg•
R• + XMg• → RMgX

## خواص و ویژگی‌های واکنشگر گرینیارد
در این ترکیبات پیوند کربن- منیزیم کووالانسی، ولی شدیداً قطبی است که در آن کربن الکترونها را از منیزیم الکتروپوزیتیو به سوی خود جلب می‌کند، پیوند منیزیم-هالوژن اساساً یک پیوند یونی است.
واکنشگر گرینیارد شدیداً واکنش پذیر است.این واکنشگر با شماری از ترکیبات معدنی از جمله آب، کربن دی اکسید و اکسیژن و همچنین با بسیاری از انواع ترکیب‌های آلی واکنش می‌دهد.

## نگارخانه

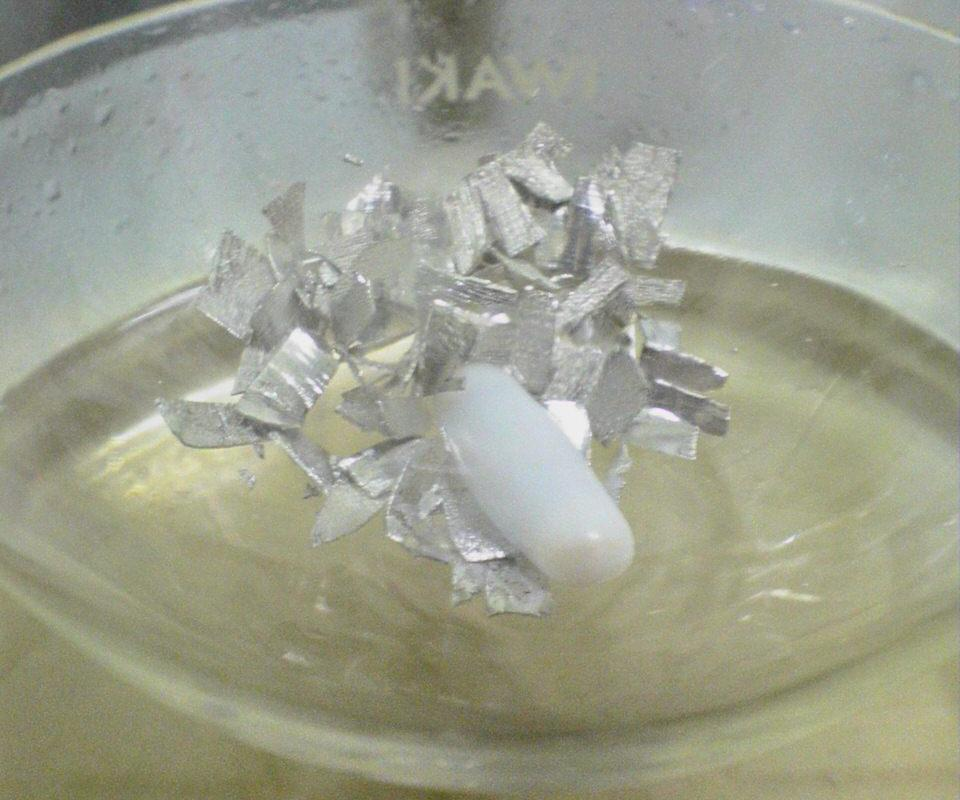
منیزیم در داخل ظرف موجود است.
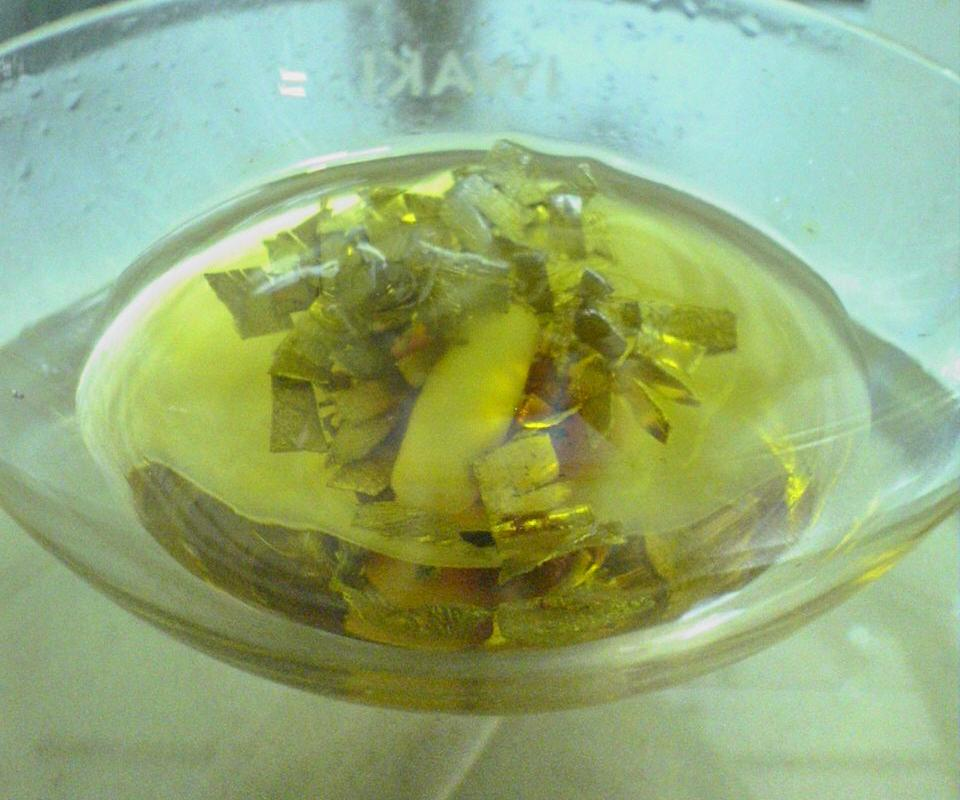
سپس، بوتیلن اکساید و تکهٔ کوچکی از ید به آن اضافه می‌شود.
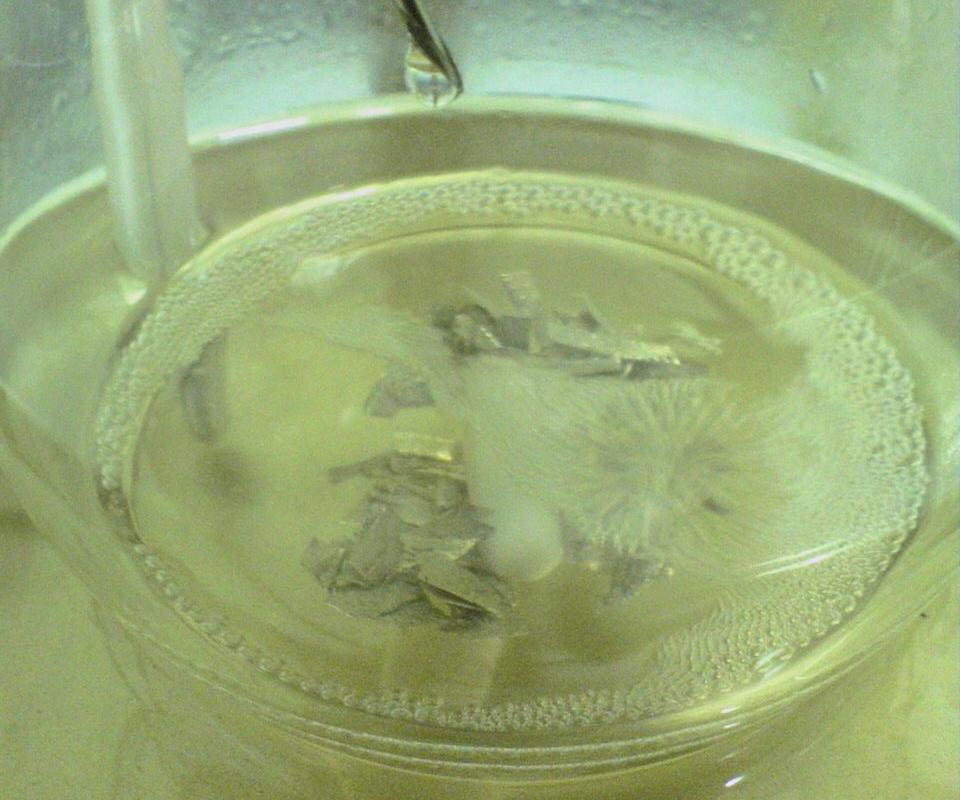
محلول آلکیل برمید در حین گرم کردن افزوده می‌شود.
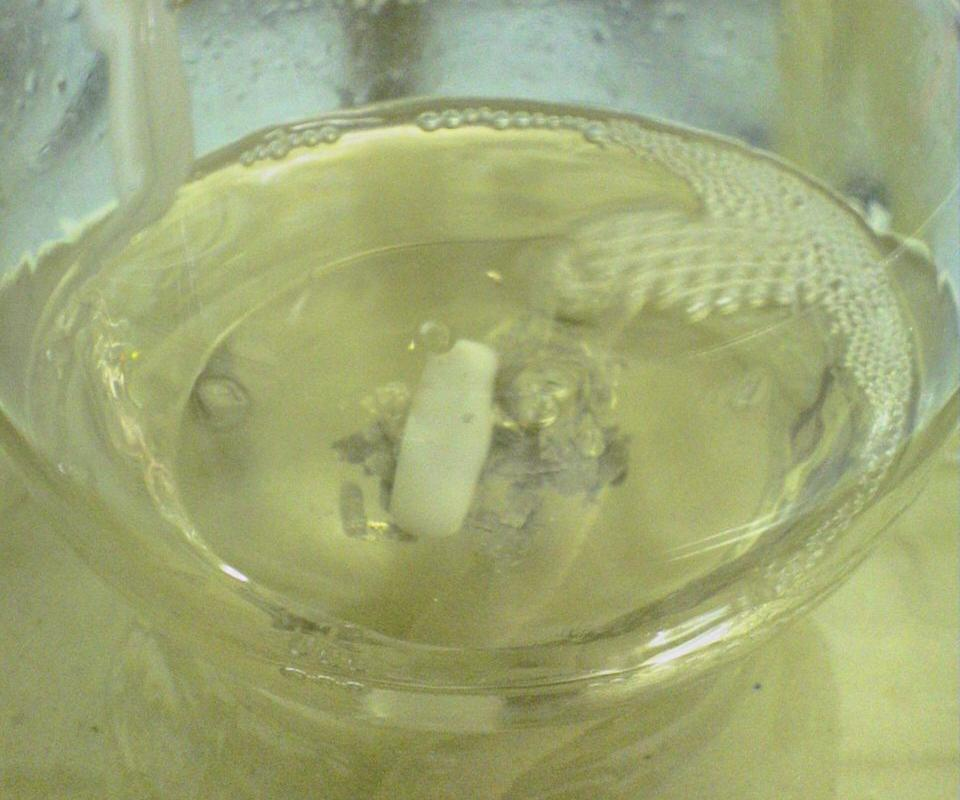
پس از افزودن همه محلول آلکیل برمید و هم خوردن، گرم کردن محلول تا لحظاتی ادامه می یابد.
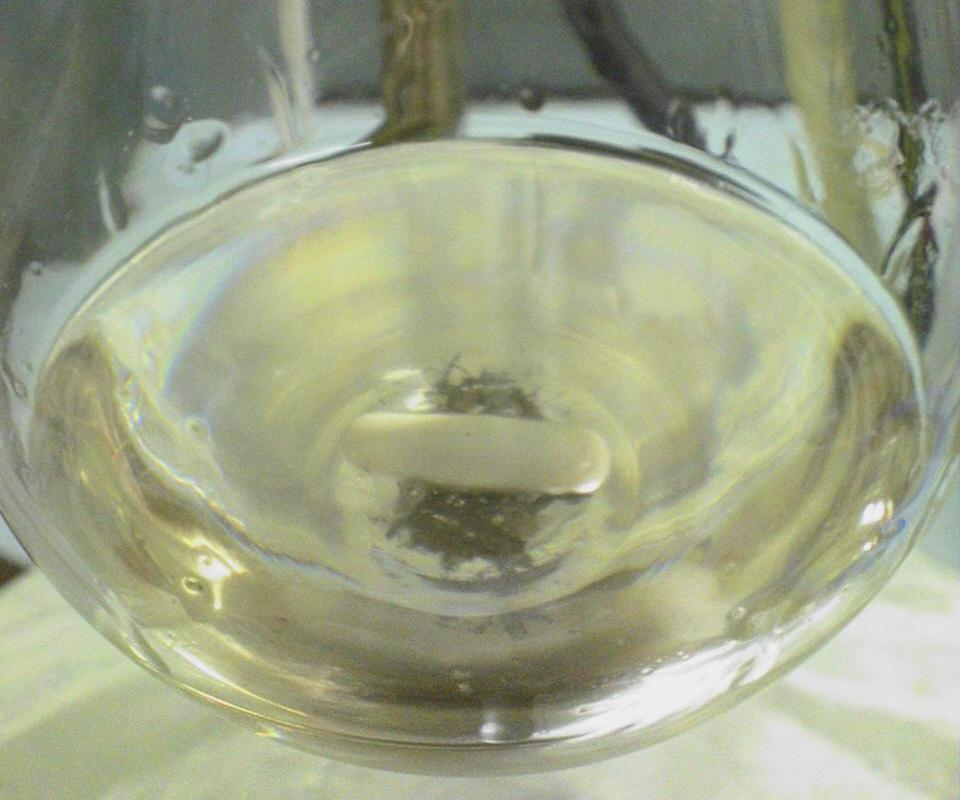
واکنشگر گرینیارد تشکیل شده اما مقداری فلز منیزیم هنوز در ظرف واکنش باقی‌مانده است.
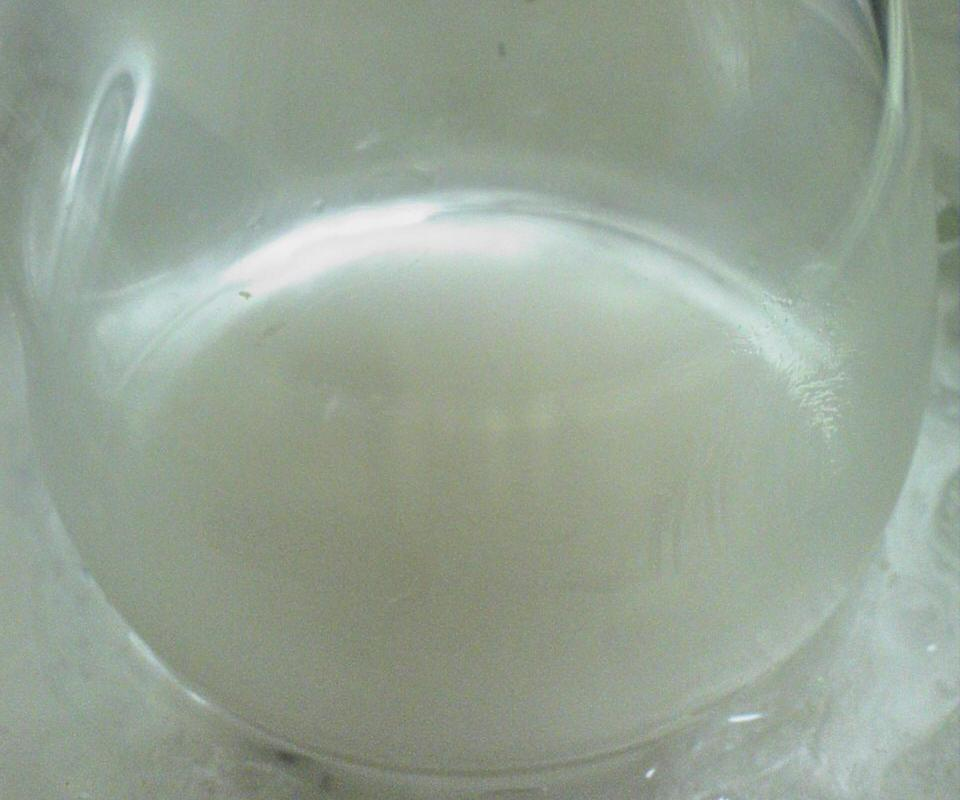
واکنشگر گرینیارد آماده شده در مرحله قبل تا دمای صفر در جه سانتی گراد سرد شده‌است تا آماده افزودن ترکیبات کربونیل دار شود.هنگامی که محلول شروع به رسوب کردن کند، محلول کدر می‌شود.
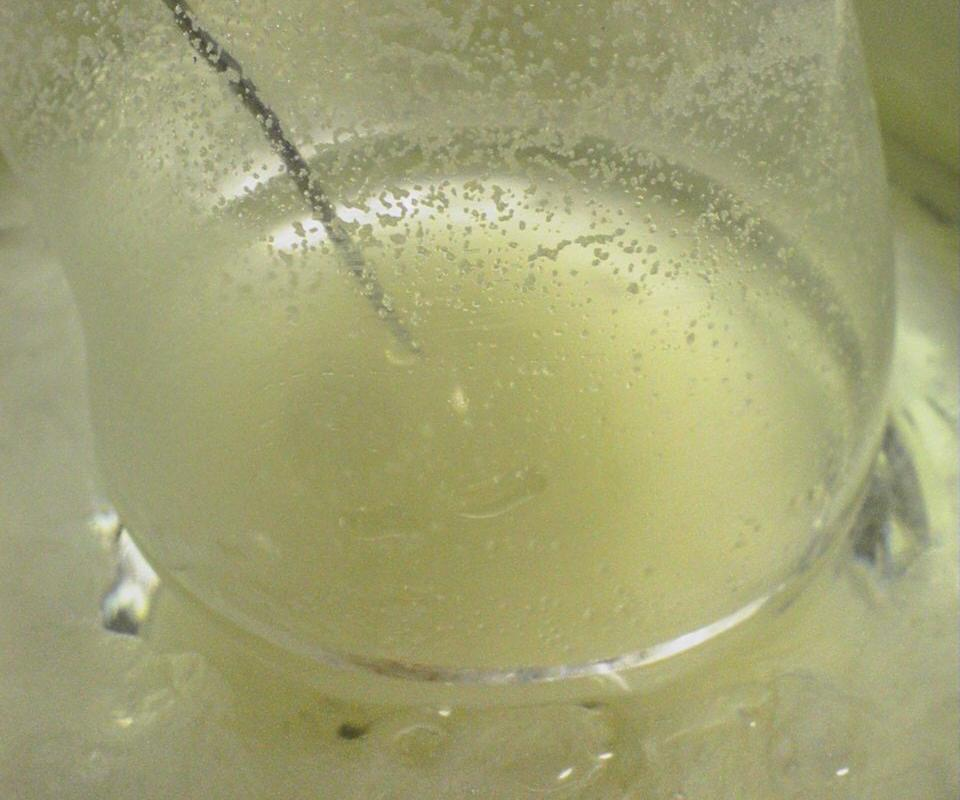
ترکیب حاوی گروه کربونیل به محلول اضافه می‌شود.
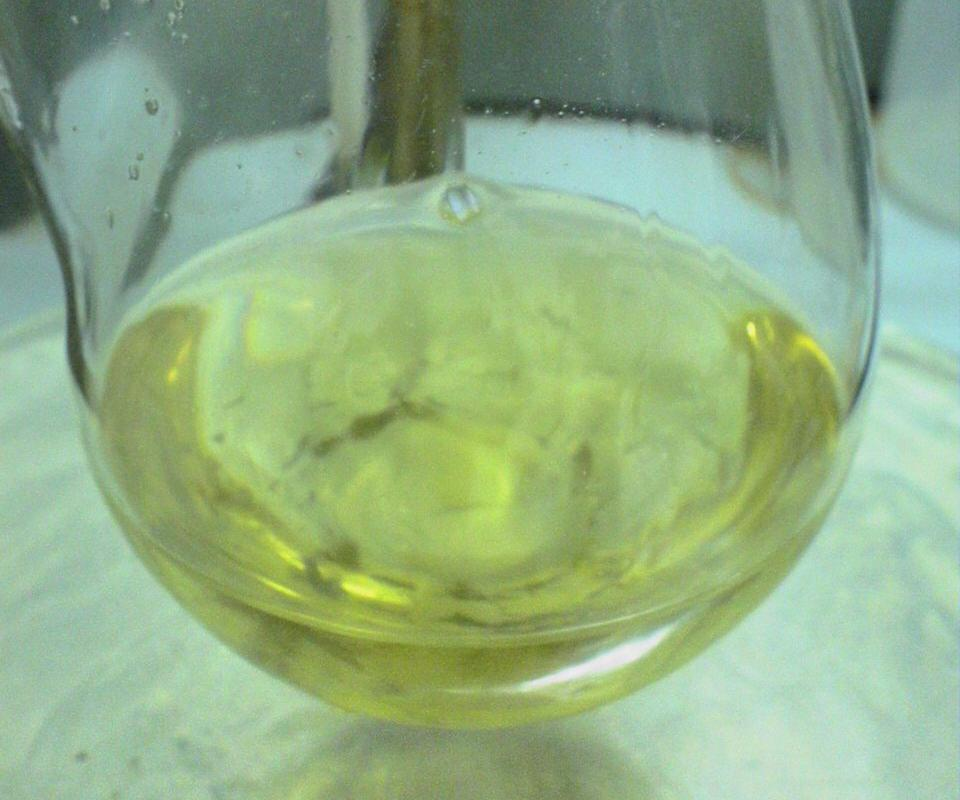
محلول تا دمای اتاق گرم می‌شود.واکنش کامل شده‌است.